# Sapria himalayana
Sapria himalayana é uma planta com flor holoparasita rara, relacionada à Rafflesia, encontrada no Himalaia oriental. Sapria não tem folhas, caule ou raiz, não pode fazer comida por fotossíntese e existe quase toda a sua vida como fios de células sugando todo o seu alimento das videiras que crescem nas florestas tropicais de Bornéu. A única vez em que o parasita se revela a céu aberto é quando aparece como uma enorme flor do tamanho de um prato, tingida de vermelho com manchas claras e fedendo a carne podre.
A espécie Sapria himalayana perdeu cerca de 44% dos genes normalmente encontrados em plantas com flores, e também eliminou totalmente todos os remanescentes genéticos de quaisquer cloroplastos, os corpos celulares que realizam a fotossíntese. Ela foi o primeiro caso conhecido de uma planta abandonando sua herança de cloroplasto.